# Esmeralda laetifica
Esmeralda laetifica là một loài bọ cánh cứng trong họ Cerambycidae.